# كوين كامينجيس
كوين كامينجيس (بالإنجليزية: Quinn Cummings)‏ هي مدونة ومخترِعة ورائدة أعمال وممثلة أمريكية، ولدت في 13 أغسطس 1967 بلوس أنجلوس في الولايات المتحدة.

## أعمال

### أفلام
- (1977) فتاة الوداع

## ترشيحات
- جائزة الأوسكار لأفضل ممثلة مساعدة، عن عمل: فتاة الوداع (1977)

## وصلات خارجية
- كوين كامينجيس على موقع IMDb (الإنجليزية)
- كوين كامينجيس على موقع ألو سيني (الفرنسية)
- كوين كامينجيس على موقع أول موفي (الإنجليزية)
- كوين كامينجيس على موقع قاعدة بيانات الأفلام السويدية (السويدية)
- كوين كامينجيس على موقع إن إن دي بي (الإنجليزية)
- كوين كامينجيس على موقع قاعدة بيانات الفيلم (الإنجليزية)
- كوين كامينجيس على موقع كينوبويسك (الروسية)